# Adam van Vianen
Adam van Vianen était un orfèvre de premier plan du début de l'âge d'or néerlandais, qui a suivi une formation de graveur et qui fut également médailleur. Contrairement à son frère Paul van Vianen, il a passé peu de temps loin de son Utrecht natal. Ensemble, ils ont développé le style auriculaire qui comble le fossé entre l'ornement maniériste nordique et baroque.  

## Biographie
Van Vianen est né et est mort à Utrecht. Il était le fils aîné de Willem Eerstensz van Vianen, le frère de Paul van Vianen et le père de Christian van Vianen. Il s'est probablement formé auprès d'un orfèvre local, apprenant la gravure, comme la plupart des orfèvres. Une poignée d'estampes peut être identifiée comme étant la sienne, y compris deux portraits et une carte d'Utrecht. Sa plus ancienne pièce d'argent survivante est une coupe debout de 1594, maintenant conservée au musée de l'Ermitage. 
Le 12 octobre 1593, il épousa Aeltgen Verhorst, avec qui il eut un fils. Après la mort de sa femme, il épousa Catharina van Wapenveldt, avec qui il eut trois enfants. On pense qu'il est décédé le 25 ou le 26 août 1627. Le fils d'Adam van Vianen, Christian, était considéré comme l'égal de son père en compétence, selon Joachim von Sandrart. 
Il s'est fait connaître avec son frère pour le style auriculaire. Selon certains, Paulus les a conçus et Adam les a transformés en objets tridimensionnels. 

## Aiguière commémorative de 1614

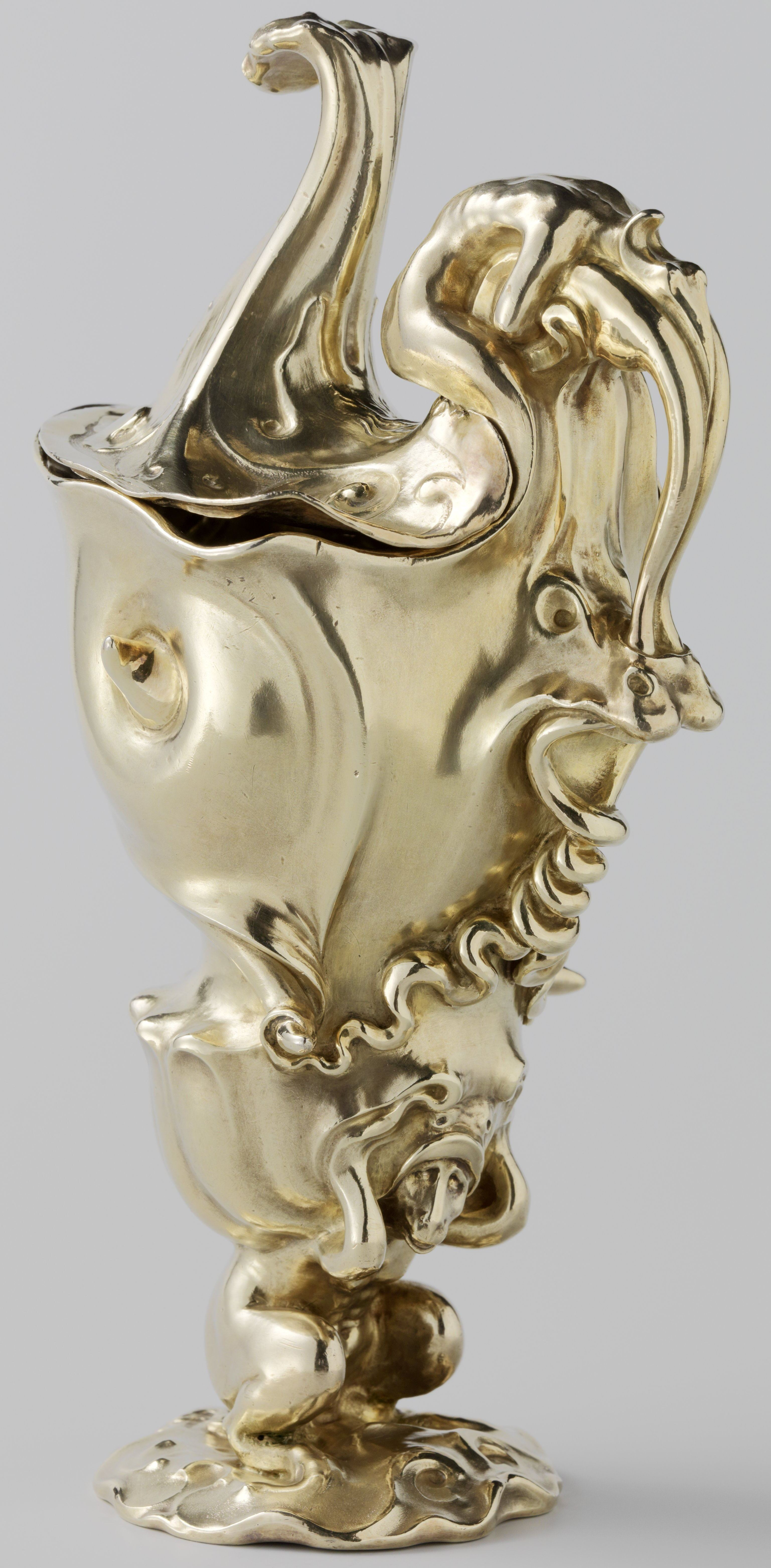
Adam Van Vianen, Aiguière commémorative dorée de 1614

Une aiguière dorée de 1614 constitue l'une des pièces les plus importantes du Rijksmuseum. C'est « une œuvre étonnamment originale qui est en grande partie abstraite et complètement sculpturale dans sa conception », et a été commandée par la guilde des orfèvres d'Amsterdam pour commémorer la mort de Paul en 1613, bien qu'aucun frère ne vive à Amsterdam ou ne soit membre de la guilde.  La pièce est devenue célèbre et apparaît dans plusieurs peintures hollandaises de l'âge d'or, à la fois des natures mortes et des peintures d'histoire, sans doute en partie parce que sa forme bizarre lui permettait de passer pour un objet d'une terre ancienne et étrangère, notamment pour des scènes de l'Ancien Testament. 
Selon James Trilling, c'est « l'une des rares œuvres ornementales qui mérite d'être reconnue comme un tournant dans l'histoire de l'art. La percée de Van Vianen a été l'introduction d'une forme incomplète ou indéterminée, qui a ouvert la voie à la fois à l'ornement rococo et moderniste. ». 